# Арнаут де Марейль
Арнаут де Марейльили Арнаут Марейльский (Марёйский) (Arnaut de Mareuil; ок. 1140-1145 — ок. 1200 или после, годы творчества ок. 1171-1195) — трубадур, писавший на окситанском языке. Сохранилось двадцать пять (по другим оценкам — двадцать девять) его песен, все —любовные кансоны, к шести из них известна музыка.
Его имя указывает, что он происходил из Марёй-Сюр-Бель в Перигоре. Из бедной семьи, вначале был клириком. Жил при дворах сеньоров Тулузы, затем Безье. Согласно средневековому комментарию, любил графиню Азалаис, дочь Раймунда V Тулузского, супругу Роже II Транкавеля, виконта Безье и Каркассона. Сохранившиеся произведения трубадура можно рассматривать как лирический цикл, посвящённый его отношениям с графиней. В соответствии с разо́ (razó) к одной из песен Арнаута, Альфонсо II Арагонский был его соперником в любви и уговорил Азалаис порвать с Арнаутом. Тот уехал в Монпелье, где его покровителем стал граф Гильом VIII де Монпелье (William VIII of Montpellier).
Менее известный, чем его современник Арнаут Даниэль, Марейль, как говорили, превзошел его в изящной простоте формы и выражении чувств. Сочинял Арнаут де Марейль в «лёгком стиле». Его жонглёром был Пистолета.